# قله عجم
قله عجم خلخال در قسمت شمالی شهرستان خلخال، واقع در روستای غفورآباد، با ارتفاع ۳۰۰۹ متر از سطح دریا سومین قله مرتفع استان اردبیل و دومین قله مرتفع خلخال پس از قله آق داغ(خلخال) محسوب می‌شود. (افراد محلی روستاهای اطراف به آن قله حجم؛ نام یکی از سرداران ایل شاترانلو؛ می‌گویند)
مسیر اول دسترسی قله عجم از سمت دامنه‌های شمال شرق و شرقی از طریق روستای مهمان نواز آقبلاغ کرد و ییلاغ زیبای سلطنه خونی آقبلاغ کرد می‌باشد که در بین راه چشمه‌ها و مناظر زیبایی وجود دارد (خودرو در بهار و تابستان تا ییلاق سلطنه خونی تردد دارد). راه دسترسی پیاده از طریق روستای غفورآباد با مسیری مستقیم امکان پذیر است. 
مسیر دوم دسترسی به این قله از سمت دامنه‌های جنوبی قله و از تفرجگاه اندبیل که منطقه‌ای جنگلی است شروع شده و پس از گذر از مسیرهای جنگلی (شامل درختان پرتراکم بلوط وحشی و تمشک و آلو) به دامنهٔ اصلی کوه منتهی می‌شود. مسیر دامنهٔ جنوبی قله شیب تندی تا سر قله دارد.
مسیر شمالی دسترسی به قله به علت شیب بسیار تند و خطرناک بودن مسیر از مسیرهای صعب العبور می‌باشد.
در راس قله یک بنای ساختمانی، از جنگ جهانی دوم که توسط آمریکائیها بنا گردیده تا قسمت جنوبی شوروی سابق را که همان جمهوری آذربایجان است را
تحت نظر خود داشته باشد.